# Darío Rodríguez
Darío Rodríguez, vollständiger Name Octavio Darío Rodríguez Peña, (* 17. September 1974 in Montevideo) ist ein ehemaliger uruguayischer Fußballspieler.

## Karriere

### Verein
Darío Rodríguez spielte in der Jugend für die uruguayischen Vereine Huracan Villegas und Higos del Mar. 1990 wechselte er in die Jugendabteilung von Sud América. Ab 1992 spielte er in der Profimannschaft von Sud América. 1995 wechselte er nach Mexiko zu Deportivo Toluca. 1996 kehrte er nach Uruguay zurück und spielte bis 1998 für den Club Atlético Bella Vista. Danach spielte er für den vielfachen Landesmeister Peñarol Montevideo. Im Anschluss an die Fußball-WM 2002 wechselte Rodríguez zum FC Schalke 04, wo er einen Vertrag bis 2008 besaß. Sein Vertrag wurde am 4. Januar 2008 wegen eines Trauerfalls in der Familie auf Wunsch des Spielers aufgelöst. Am 26. Januar 2008 wurde der Publikumsliebling in einem Testspiel gegen den FC Basel verabschiedet. Er ging zurück nach Uruguay und schloss sich seinem alten Verein Peñarol an.
Beim FC Schalke 04 kam der kopfballstarke Spieler zunächst als linker Verteidiger und im linken Mittelfeld zum Einsatz, danach überwiegend in der Innenverteidigung. In 102 Bundesliga-Spielen gelangen ihm sechs Treffer. Außerdem erzielte er in der Saison 2002/03 ein Tor im UEFA-Pokal-Spiel beim belarussischen Klub FK Homel.
Seit der Clausura 2008 stand er wieder bei Peñarol unter Vertrag. Dort gewann er in den Spielzeiten 2009/10 und 2012/13 jeweils die uruguayische Landesmeisterschaft. Bis zum Saisonende 2012/13 absolvierte er seither insgesamt 126 Spiele in der Primera División und erzielte dabei acht Tore. Überdies weist die Statistik für diesen Karriereabschnitt 25 absolvierte Begegnungen (ein Tor) in der Copa Libertadores, vier Copa-Sudamericana-Spiele und zwei Einsätze in der Liguilla auf. In der Saison 2013/14 kam er – auch bedingt durch eine bis zum 5. September 2013 währende zweimonatige Dopingsperre wegen des Einsatzes von Corticoiden – nur zu zwölf Ligaeinsätzen (zwei Tore) und bestritt vier Partien der Copa Libertadores 2014 (kein Tor). In der laufenden Saison 2014/15 wurde er bis zum Ende der Apertura 2014 in neun Erstligaspielen (kein Tor) sowie drei Partien (kein Tor) der Copa Sudamericana 2014 eingesetzt. Nach 22 Jahren als Profi beendete Rodríguez im Januar 2015 seine Karriere. Bereits wenige Tage nach diesem Entschluss wurde bereits über ein mögliches Comeback in Reihen der Montevideo Wanderers für die anstehenden Spiele der Copa Libertadores 2015 berichtet. Bei den Montevideanern nahm zu jenem Zeitpunkt sein Bruder Samanta Rodríguez die Rolle des Co-Trainers ein, der Initiator dieses möglichen Engagements gewesen sein soll. Jorge Nin, Mitglied der Führung des Vereins, schloss eine solche Verpflichtung jedoch aus, da sie nicht der traditionellen Philosophie des Klubs entspreche, auf Nachwuchsspieler zu setzen.

### Nationalmannschaft
Für Uruguay bestritt er von seinem Debüt am 17. Februar 2000 bis zu seinem letzten Einsatz am 10. Juli 2007 51 Länderspiele (vier Tore). Mit der Celeste belegte er bei der Copa América 2004 den dritten Platz. In der Qualifikation zur Fußball-Weltmeisterschaft 2006 in Deutschland scheiterte das Nationalteam von Rodríguez an Australien. Beim Hinspiel in Montevideo erzielte er den 1:0-Siegtreffer für seine Farben. Beim Rückspiel stand es nach 120 Minuten 1:0 für Australien, so dass ein Elfmeterschießen die Entscheidung bringen musste. Rodríguez verschoss seinen Elfmeter und gehörte damit zu den Unglücksraben Uruguays. Rodríguez gehörte überdies dem Aufgebot Uruguays bei der Copa América 2007 an.

### Erfolge
- Uruguayischer Meister: 1999, 2009/10, 2012/13
- WM-Teilnehmer: 2002
- Deutscher DFL-Ligapokal-Sieger: 2005

## Privates
Darío Rodríguez ist verheiratet und hat einen Sohn und eine Tochter.

## Sonstiges
Ihm zu Ehren widmeten Schalkes Fans ein Lied mit folgendem Text: Come on, Mr. Uruguay, Dario Rodriguez, grätsch‘ die Gegner von hinten um! Erst ein‘, dann zwei, dann drei, dann vier, Schienbeinbruch, wir danken dir.